# In your dreams
In your dreams is het zevende studioalbum van Stevie Nicks.

## Geschiedenis
In februari 2010 kwam het twitterbericht van David A. Stewart dat hij met Nicks opnamen aan het maken was. In eerste instantie ging het over vier liedjes, maar later mondde dat uit in een album. In juli werd ook bekend dat Mick Fleetwood op minstens één track van het nieuwe album zou meespelen. Voordat het album verscheen deed Nicks al enige promotie. Ze trad op in de Ellen DeGeneresshow, toerde met Rod Stewart en kwam vervolgens op de bank bij Oprah Winfrey.
Van het album verschenen twee singles
- Secret love (een nummer uit 1976, dat was bedoeld voor Rumours en
- For what it’s worth, een nieuw nummer.

Beide nummers verkochten redelijk in de Verenigde Staten maar haalden geen hitnotering.
Een nieuw soloalbum zal nog even op zich laten wachten, in 2012 werd bekend dat Fleetwood Mac weer ging optreden.

## Musici
- Stevie Nicks: zang, toetsinstrumenten, percussie
- Ned Douglas: toetsinstrumenten en programmeerwerk
- Ricky Peterson, Mike Rojas: hammondorgel, piano
- Zac Rae: hammondorgel
- Mike Rowe: toetsinstrumenten, hammondorgel
- Glen Ballard: gitaar, toetsinstrumenten en piano
- Lindsey Buckingham, Dave Stewart: gitaar, zang
- Tom Bukovac, Rob Cavallo, Neale Heywood, Waddy Wachtel: gitaar
- Greg Leisz: mandoline
- Mike Campbell: elektrische, akoestische Lap Steel gitaar, basgitaar, toetsinstrumenten, drums, percussie
- Mike Bradford, Simon Smith, Michael Rhodes: basgitaar
- Al Ortiz: Electric, Akoestische en elektrische basgitaar
- Chad Cromwell, Steve Ferrone, Mick Fleetwood, Blair Sinta: Drums
- Scott Campbell: drumcomputer en percussie
- Lenny Castro, Mike Fasano: percussie
- Sharon Celani, Lori Nicks: achtergrondzang
- Viool: Ann Marie Calhoun (tevens arrangementen en leider), Torrey DeVitto

## Muziek
Alle teksten van Nicks, behalve Everybody loves you van Nicks en Stewart

| Nr. | Titel                                         | Duur |
| --- | --------------------------------------------- | ---- |
| 1.  | Secret love (muziek: Stevie Nicks)            | 3:15 |
| 2.  | For what it's worth (Mike Campbell)           | 4:32 |
| 3.  | In your dreams (David A. Stewart)             | 3:58 |
| 4.  | Wide Sargasso Sea (Dave Stewart)              | 5:36 |
| 5.  | New Orleans (Neale Heywood)                   | 5:34 |
| 6.  | Moonlight (A vampire's dDream) (Stevie Nicks) | 5:26 |
| 7.  | Annabel Lee (Stevie Nicks, Waddy Wachtel)     | 5:58 |
| 8.  | Soldier's angel (Stevie Nicks)                | 5:16 |
| 9.  | Everybody loves you (Dave Stewart)            | 5:16 |
| 10. | Ghosts are gone (Dave Stewart)                | 6:06 |
| 11. | You may be the one (Dave Stewart)             | 5:26 |
| 12. | Italian summer (Dave Stewart)                 | 4:38 |
| 13. | Cheaper than free (Dave Stewart)              | 3:38 |

Annabel Lee is terug te voeren op Edgar Allan Poe, Soldier’s angel wordt samen gezongen met Lindsey Buckingham en heeft het karakter van The Chain van Rumours. Everybody loves you wordt samen gezongen met Stewart.

## Hitlijsten
Het album verkocht met name goed in de Verenigde Staten, het haalde de zesde plaats in de Billboard 200. In het Verenigd Koninkrijk haalde het de 14e plaats. In andere landen belandde het album ook in de lijsten, maar haalde geen hoge positie.

### NederlandseAlbum Top 100
| Hitnotering: (Week 1 t/m 3) 07-05-2011 t/m 21-05-2011 Hitnotering: (Week 4) 09-07-2011 | Hitnotering: (Week 1 t/m 3) 07-05-2011 t/m 21-05-2011 Hitnotering: (Week 4) 09-07-2011 | Hitnotering: (Week 1 t/m 3) 07-05-2011 t/m 21-05-2011 Hitnotering: (Week 4) 09-07-2011 | Hitnotering: (Week 1 t/m 3) 07-05-2011 t/m 21-05-2011 Hitnotering: (Week 4) 09-07-2011 | Hitnotering: (Week 1 t/m 3) 07-05-2011 t/m 21-05-2011 Hitnotering: (Week 4) 09-07-2011 | Hitnotering: (Week 1 t/m 3) 07-05-2011 t/m 21-05-2011 Hitnotering: (Week 4) 09-07-2011 | Hitnotering: (Week 1 t/m 3) 07-05-2011 t/m 21-05-2011 Hitnotering: (Week 4) 09-07-2011 |
| Week:                                                                                  | 1                                                                                      | 2                                                                                      | 3                                                                                      |                                                                                        | 4                                                                                      |                                                                                        |
| -------------------------------------------------------------------------------------- | -------------------------------------------------------------------------------------- | -------------------------------------------------------------------------------------- | -------------------------------------------------------------------------------------- | -------------------------------------------------------------------------------------- | -------------------------------------------------------------------------------------- | -------------------------------------------------------------------------------------- |
| Positie:                                                                               | 47                                                                                     | 57                                                                                     | 82                                                                                     | uit                                                                                    | 95                                                                                     | uit                                                                                    |

### VlaamseUltratop 200Albums
| Hitnotering: 14-05-2011 | Hitnotering: 14-05-2011 | Hitnotering: 14-05-2011 |
| Week:                   | 1                       |                         |
| ----------------------- | ----------------------- | ----------------------- |
| Positie:                | 90                      | uit                     |